# 9717 Lyudvasilia
9717 Lyudvasilia (1976 SR5) là một tiểu hành tinh vành đai chính được phát hiện ngày 24 tháng 9 năm 1976 bởi N. S. Chernykh ở Đài vật lý thiên văn Crimean.